# Scandale du Rubygate
Le scandale du Rubygate — on parle aussi de l'affaire Ruby— est une affaire politico-judiciaire à caractère sexuel dans laquelle se trouve impliqué le président du Conseil des ministres italien Silvio Berlusconi. 
Silvio Berlusconi est soupçonné d'avoir incité à la prostitution une danseuse de discothèque mineure. Entre février et mai 2010, il aurait payé Karima El Mahroug — connue sous le nom de scène Ruby Rubacuori — alors mineure pour avoir des relations sexuelles avec lui, ainsi qu'avec de nombreuses autres jeunes femmes qui participaient à une série de réceptions privées, les bunga-bunga, dans l'une de ses villas à Arcore, près de Milan. 
Silvio Berlusconi ainsi que certains de ses associés doivent répondre à des accusations d'abus de position, exploitation de la prostitution et exploitation sexuelle de mineures. 

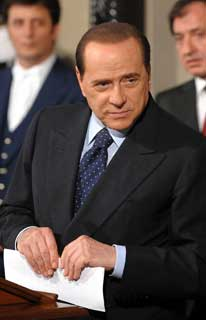
Le président du Conseil italien, Silvio Berlusconi.

Alors que les enquêteurs affirment que l'interception légale de conversations sur téléphones portables leur fournit des preuves écrasantes, les avocats du président du Conseil contestent ces allégations, proclamant qu'il s'agit d'une enquête absurde et sans fondement,.

## Les faits
Le 27 mai 2010, Karima El Mahroug, une danseuse du ventre née au Maroc le 11 novembre 1992 et également connue sous son nom de scène Ruby Rubacuori (soit à peu près « Ruby la voleuse de cœurs ») était arrêtée par la police à Milan. Elle est accusée d'un vol de montre de trois mille euros. La jeune fille ne portant sur elle aucun papier, est emmenée au siège de la police locale pour identification et interrogatoire. Eu égard à son âge, la jeune fille est orientée vers un refuge pour les délinquants mineurs. 
Pendant l'un des interrogatoires, le chef de la police de Milan est appelé par le président du Conseil Silvio Berlusconi en personne. Celui-ci fait pression pour faire libérer la jeune fille, affirmant qu'elle est « la nièce du président de la République arabe égyptienne Hosni Moubarak » et que, pour éviter une crise diplomatique, il faut la confier à Nicole Minetti (it), une femme politique locale qui appartient à son parti.
À la suite de deux appels téléphoniques de Silvio Berlusconi aux autorités policières, la jeune femme est libérée et remise suivant la volonté du chef du gouvernement à Nicole Minetti, depuis conseillère régionale sur les listes du parti de Silvio Berlusconi, Le Peuple de la liberté.
Selon une série de reportages parus dans les médias en octobre 2010, Silvio Berlusconi aurait rencontré Karima El Mahroug, âgée alors de 17 ans, par l'entremise de Nicole Minetti. La jeune fille insiste sur le fait qu'elle n'a pas eu de relations sexuelles avec le chef du gouvernement italien, âgé de 74 ans, mais elle déclare qu'elle a assisté à un dîner dans sa villa près de Milan. Elle dit avoir reçu une enveloppe contenant 7 000 € et des bijoux.

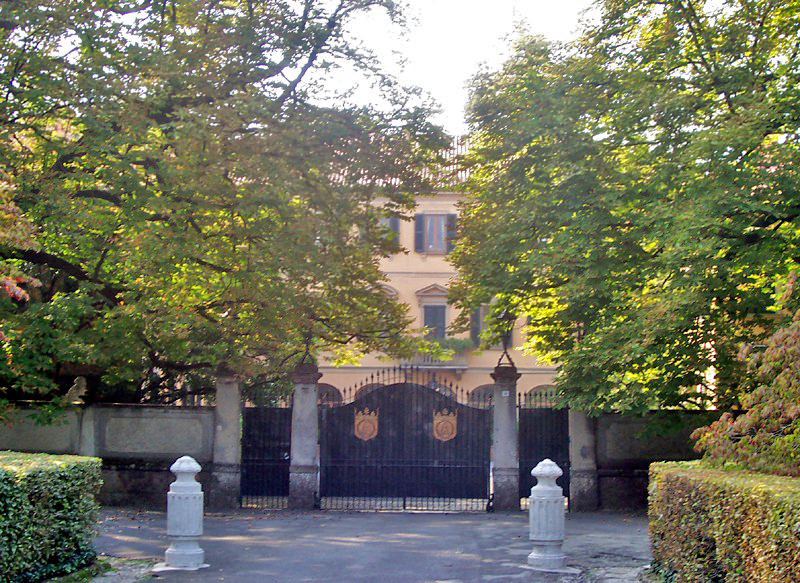
La villa San Martino, à Arcore, près de Milan. Résidence privée du chef du gouvernement italien, cette villa aurait été le lieu des soirées bunga-bunga organisées par le président du Conseil italien.

En janvier 2011, une enquête pénale est ouverte contre le président du Conseil Berlusconi au sujet de ses relations avec Karima El Mahroug, pour avoir eu des rapports sexuels avec une mineure et d'avoir abusé de ses fonctions pour la faire relâcher. Les avocats de Silvio Berlusconi s'empressent de nier ces allégations, les déclarant « absurdes et sans fondement » et ont qualifié l'enquête d'« atteinte grave à la vie privée du Premier ministre, sans précédent dans l'histoire judiciaire du pays. »

## Verdict
Le 24 juin 2013, Silvio Berlusconi est condamné pour incitation à la prostitution de mineure et abus de pouvoir, à sept ans de prison ainsi qu'à une peine d'inéligibilité à vie, sentence susceptible d'être suspendue en cas de recours. Durant le procès, le ministère public rejette les dénégations de Karima El Mahroug, qui, aux yeux de la procureure, « nie parce qu'elle a reçu plus de 4,5 millions d'euros » en trois mois.
Le vendredi 18 juillet 2014, Silvio Berlusconi est acquitté par la Cour d'appel de Milan alors que le parquet a pourtant réclamé la confirmation de la peine déjà prononcée en première instance.